# 朱覲鏑
石城端隐王朱觐镝（1450年—1485年），明朝石城恭靖王朱奠堵庶长子，宁献王朱权曾孙，明太祖玄孙。石城国镇国将军，追封为王。

## 生平
天顺二年（1458年）三月赐名。成化二十一年（1485年）卒。后来其子朱宸浮袭封石城王，他被追封为石城端隐王。
朱觐镝墓在南昌望水岡。
朱觐镝的儿子们彼此不睦。朱觐镝的赠谥册到后，他的庶长子辅国将军朱宸潣不入朱宸浮府邸谢恩。

## 评价
- 《弇山堂别集》卷075：守禮執義，懷情不盡。
- 《國朝獻徵錄》卷之一：孝友慈惠，動必以禮。

## 家庭

### 妻妾
- 夫人吳氏，生朱宸浮、朱宸浦
- 媵安氏，生朱宸潣
- 媵姜氏，生朱宸澅

### 子孫
- 子：朱宸汧，早卒未封[6]
- 子：朱宸潼，早卒未封[6]
- 庶長子：輔國將軍朱宸潣，弘治十二年（1499年）九月降庶人[5]，嘉靖三年（1524年）十月追封鎮國將軍[7]，酌情祭葬[8]
  - 嫡長子：奉國將軍→輔國將軍朱拱楉[9]，弘治三年（1490年）十二月賜名[10]
    - 第一子：奉國將軍朱多焋[9]
      - 第一子：鎮國中尉朱謀墝[9]
      - 第二子：鎮國中尉朱謀垝[9]
        - 第一子：輔國中尉朱統𨰦[6]
          - 第一子：奉國中尉朱議清[6]

        - 第二子：輔國中尉朱統鍳[6]
          - 第一子：奉國中尉朱議潢[6]
          - 第一子：奉國中尉朱議𣻓[6]

        - 第三子：輔國中尉朱統𨦣[6]

    - 第二子：奉國將軍朱多⿰火届[9]
      - 第一子：鎮國中尉朱謀垤，早卒[6]
      - 第二子：鎮國中尉朱謀境[9]
        - 第一子：輔國中尉朱統鋉[6]
          - 第一子：奉國中尉朱議治[6]
          - 第二子：奉國中尉朱議潮[6]
          - 第三子：奉國中尉朱議溧[6]
          - 第四子：朱議澈，待封[6]

        - 第二子：輔國中尉朱統銓[6]
          - 第一子：朱議溩，待封[6]
          - 第二子：朱議瀑，待封[6]

        - 第三子：輔國中尉朱統鉉[6]
          - 第一子：朱議溏，待封[6]

        - 第四子：輔國中尉朱統鋓[6]

    - 第三子：奉國將軍朱多𤈜[9]
      - 第一子：鎮國中尉朱謀陞[6]
        - 第一子：輔國中尉朱統銑[6]

      - 第二子：鎮國中尉朱謀塒[6]
      - 第三子：鎮國中尉朱謀街[6]
        - 第一子：朱統錫，早卒未封[6]

      - 第四子：鎮國中尉朱謀坦[6]
      - 第五子：鎮國中尉朱謀𩿹[6]

    - 第四子：奉國將軍朱多熄[9]
      - 第一子：鎮國中尉朱謀臺[6]
        - 第一子：輔國中尉朱統鐄[6]

      - 第二子：鎮國中尉朱謀𮒛[6]
        - 第一子：朱統鏊，待封[6]

      - 第三子：鎮國中尉朱謀臵[6]
        - 第一子：朱統鎧，待封[6]

      - 第四子：鎮國中尉朱謀坦[6]
      - 第五子：鎮國中尉朱謀詩[6]

    - 第五子：奉國將軍朱多煣[9]
      - 第一子：鎮國中尉朱謀進[6]
      - 第二子：鎮國中尉朱謀裝[6]
      - 第三子：鎮國中尉朱謀𡒊[6]

  - 第二子：奉國將軍→輔國將軍朱拱櫑[9]，弘治五年（1492年）八月賜名[11]
    - 第一子：奉國將軍朱多焊[9]
      - 第一子：鎮國中尉朱謀垙[9]
        - 第一子：輔國中尉朱統龯[6]
          - 第一子：朱議法，待封[6]

        - 第二子：輔國中尉朱統鉙[6]
          - 第一子：朱議深，待封[6]
          - 第二子：朱議㵧，待封[6]

        - 第三子：輔國中尉朱統鍟[6]

      - 第二子：鎮國中尉朱謀坿[9]
        - 第一子：輔國中尉朱統𬫡[6]
        - 第二子：輔國中尉朱統鐈[6]

      - 第三子：鎮國中尉朱謀墐[9]
      - 第四子：鎮國中尉朱謀堂[9]
      - 第五子：鎮國中尉朱謀墦[6]
        - 第一子：輔國中尉朱統⿰金資[6]
        - 第二子：輔國中尉朱統𲇚[6]
        - 第三子：朱統錌，待封[6]
        - 第四子：朱統鍶，待封[6]

      - 第六子：朱謀塙，待封[6]
        - 第一子：朱統錠，待封[6]
        - 第二子：朱統鋟，待封[6]
        - 第三子：朱統鋊，待封[6]

      - 第七子：朱謀𡑞，待封[6]

    - 第二子：奉國將軍朱多焻[9]
      - 第一子：朱謀坦，早卒未封[6]
      - 第二子：鎮國中尉朱謀堬[9]
        - 第一子：朱統𨪆，待封[6]
        - 第二子：朱統䤮，未封而卒[6]
          - 第一子：奉國中尉朱議浲[6]
          - 第二子：朱議𣸪，待封[6]
          - 第三子：朱議𣳳，待封[6]

        - 第三子：朱統鐶，早卒未封[6]
        - 第四子：朱統鉸，待封[6]
          - 第一子：朱議𣵠，待封[6]
          - 第二子：朱議㵗，待封[6]

        - 第五子：朱統𨪃，待封[6]

      - 第三子：鎮國中尉朱謀塎[9]
        - 第一子：朱統𨪄，早卒未封[6]

      - 第四子：鎮國中尉朱謀垿[6]
        - 第一子：朱統鍽，待封[6]
          - 第一子：朱議潓，待封[6]

        - 第二子：朱統鍰，早卒未封[6]
        - 第三子：朱統𨬍，待封[6]
        - 第四子：朱統䤞，待封[6]
          - 第一子：朱議漎，待封[6]

    - 第三子：奉國將軍朱多烶[9]
      - 第一子：鎮國中尉朱謀𡐾[6]
      - 第二子：鎮國中尉朱謀埸[6]
        - 第一子：朱統鈋，待封[6]

    - 第四子：奉國將軍朱多⿰火彗[9]
      - 第一子：鎮國中尉朱謀壚[6]
      - 第二子：鎮國中尉朱謀堤[6]
        - 第一子：朱統鎮，待封[6]
        - 第二子：朱統鐓，待封[6]

    - 第五子：奉國將軍朱多烽[9]
      - 第一子：庶人朱謀𡌓[6]

    - 第六子：奉國將軍朱多𤋂[9]
      - 第一子：鎮國中尉朱謀埦[6]
        - 第一子：朱統鎇，早卒未封[6]

      - 第二子：鎮國中尉朱謀𡏁[6]
        - 第一子：朱統𨧬，待封[6]

      - 第三子：鎮國中尉朱謀堢[6]

    - 第七子：奉國將軍朱多烆[9]
      - 第一子：鎮國中尉朱謀㙏[6]
      - 第二子：鎮國中尉朱謀⿰圭⿺⿷巳二力[6]
        - 第一子：朱統鐄，早卒未封[6]
        - 第二子：朱統鏵，待封[6]
        - 第三子：朱統鈔，待封[6]

      - 第三子：朱謀𨝦，未封[6]
      - 第四子：鎮國中尉朱謀壧[6]

  - 嫡三子：朱拱榅，弘治六年（1493年）九月賜名[12]
  - 第四子：奉國將軍→輔國將軍朱拱梴[9]，弘治七年（1494年）十二月賜名[13]，正德十六年（1521年）因宁王之乱牵连被革去祿米三分之二，因奏辩未参与宁王之乱，嘉靖二年（1523年）九月被补齐禄米[14]，嘉靖三年（1524年）十月在世[8]
    - 第一子：奉國將軍朱多煻[9]
      - 第一子：朱謀塀，早卒未封[6]
      - 第二子：朱謀𡏲，早卒未封[6]
      - 第三子：鎮國中尉朱謀塂[6]
        - 第一子：朱統錄，待封[6]
        - 第二子：朱統釻，待封[6]
        - 第三子：朱統鐺，待封[6]

    - 第二子：奉國將軍朱多烠[9]
      - 第一子：鎮國中尉朱謀墅[6]
        - 第一子：輔國中尉朱統鑣[6]
        - 第二子：輔國中尉朱統[6]
        - 第三子：輔國中尉朱統鑾[6]

      - 第二子：鎮國中尉朱謀壠[6]

    - 第三子：奉國將軍朱多熆[9]
      - 第一子：鎮國中尉朱謀崶[6]
        - 第一子：輔國中尉朱統嶔[6]
        - 第二子：朱統⿰金岩，待封[6]

      - 第二子：鎮國中尉朱謀埤[6]

  - 第五子：奉國將軍朱拱枤[9]，一作「杕」[6]
  - 第六子：輔國將軍朱拱枋[9]
    - 第一子：奉國將軍朱多煜[9]
      - 第一子：鎮國中尉朱謀𡓄[6]
        - 第一子：輔國中尉朱統鋙[6]
          - 第一子：朱議泵，待封[6]

        - 第二子：朱統鎦，早卒未封[6]

      - 第二子：鎮國中尉朱謀圩[6]
        - 第一子：朱統𨪋，早卒未封[6]
        - 第二子：輔國中尉朱統𨪳[6]
        - 第三子：輔國中尉朱統鉈[6]

      - 第三子：鎮國中尉朱謀㙨[6]
        - 第一子：輔國中尉朱統⿰金幹[6]

      - 第四子：鎮國中尉朱謀𨿦[6]

    - 第二子：奉國將軍朱多炦[9]
      - 第一子：鎮國中尉朱謀址[6]
      - 第二子：鎮國中尉朱謀堶[6]
        - 第一子：朱統⿰金⿱臽火，早卒未封[6]

    - 第三子：奉國將軍朱多㷤[9]
      - 第一子：鎮國中尉朱謀壐[6]
      - 第二子：鎮國中尉朱謀𠬁[6]
        - 第一子：輔國中尉朱統鍉[6]

      - 第三子：鎮國中尉朱謀雄[6]

    - 第四子：奉國將軍朱多燌[9]
      - 第一子：鎮國中尉朱謀墀[6]
        - 第一子：輔國中尉朱統𨯂[6]
        - 第二子：輔國中尉朱統銌[6]
        - 第三子：輔國中尉朱統𨫏[6]

      - 第二子：鎮國中尉朱謀𱁊[6]
      - 第三子：鎮國中尉朱謀𦀘[6]

    - 第五子：奉國將軍朱多炬[9]
      - 第一子：鎮國中尉朱謀𡊭[6]
      - 第二子：鎮國中尉朱謀𡋍[6]
      - 第三子：鎮國中尉朱謀⿱⿰夕斗土[6]

    - 第六子：奉國將軍朱多㶥[9]
    - 第七子：奉國將軍朱多熖[9]

  - 第七子：輔國將軍朱拱柄[9]
    - 第一子：庶人朱多煄[9]
    - 第二子：庶人朱多熢[9]
      - 第一子：庶人朱謀埜[6]
      - 第二子：庶人朱謀焋[6]
      - 第三子：庶人朱謀𡋛[6]
      - 第四子：庶人朱謀𡊣[6]

    - 第三子：鎮國中尉朱多焩[9]
      - 第一子：輔國中尉朱謀周[6]
- 嫡次子：石城安恪王朱宸浮
- 子：朱宸瀶，早卒未封[6]
- 子：朱宸湖，早卒未封[6]
- 庶三子：輔國將軍朱宸澅，弘治十二年（1499年）九月革祿米三分之二[5][7]，正德六年（1511年）八月请求得恢复禄米八百石[15]，正德十四年（1519年）六月听命于作乱的宁王朱宸濠[16]，七月被朱宸濠封为九江王，被雷劈死[17]，乱平后于正德十五年（1520年）十二月被判戮尸[18]，并焚弃尸体[19]
  - 子：朱拱柁，弘治七年（1494年）十二月賜名[13]。因宁王之乱废为庶人，囚禁凤阳高墙。万历九年（1581年）三月已故，子孙获释，樂安王朱多煻等请求照例賜給名糧，明神宗认为朱拱柁情罪深重，拒绝[20]
- 子：朱宸淀，早卒未封[6]
- 子：輔國將軍朱宸泙，弘治五年（1492年）十二月賜誥命冠服[21] ，追封鎮國將軍[6]
  - 庶長子：朱拱梧，弘治十八年（1505年）二月賜名[22]，早卒未封[6]
  - 嫡次子：輔國將軍朱拱椂，弘治十八年（1505年）二月賜名[22][9]
    - 第一子：奉國將軍朱多𤑉[9]
      - 第一子：朱謀墴，早卒未封[6]
      - 第二子：鎮國中尉朱謀墫[6]
        - 第一子：輔國中尉朱統銘[6]

    - 第二子：奉國將軍朱多𤈪[9]
      - 第一子：鎮國中尉朱謀埏[6]
        - 第一子：朱統鎧，早卒未封[6]
        - 第二子：朱統𨯀，早卒未封[6]

      - 第二子：鎮國中尉朱謀堓[6]
      - 第三子：鎮國中尉朱謀⿰馬耋[6]

    - 第三子：奉國將軍朱多爝[9]
      - 第一子：鎮國中尉朱謀圭[6]
        - 第一子：輔國中尉朱統鉁[6]
        - 第二子：輔國中尉朱統錏[6]

      - 第二子：鎮國中尉朱謀壔[6]
      - 第三子：鎮國中尉朱謀雊[6]

    - 第四子：奉國將軍朱多炪[9]
      - 第一子：鎮國中尉朱謀𪣏[6]
        - 第一子：輔國中尉朱統釧[6]
        - 第二子：朱統鈺，待封[6]

  - 第三子：輔國將軍朱拱桓[9]
    - 第一子：奉國將軍朱多炃[9]
      - 第一子：鎮國中尉朱謀埅[6]
        - 第一子：輔國中尉朱統鈫[6]
        - 第二子：輔國中尉朱統錞[6]

      - 第二子：鎮國中尉朱謀壅[6]
      - 第三子：鎮國中尉朱謀堛[6]
        - 第一子：輔國中尉朱統鏡[6]
        - 第二子：朱統鈿，待封[6]

    - 第二子：奉國將軍朱多𭵴[6]
      - 第一子：鎮國中尉朱謀㙚[6]
        - 第一子：朱統鋿，待封[6]

      - 第二子：鎮國中尉朱謀⿱山掛[6]

    - 第三子：奉國將軍朱多𤆑[9]
    - 第四子：奉國將軍朱多𤑼[6]
      - 第一子：鎮國中尉朱謀𨾺[6]
- 嫡四子：輔國將軍朱宸浦，弘治六年（1493年）閏五月賜誥命冠服[23]，弘治十二年（1499年）九月革祿米三分之二[5]，嘉靖二十四年（1545年）復冠帶[7]
  - 第一子：輔國將軍朱拱櫏[9]
    - 第一子：奉國將軍朱多㷅[9]
      - 第一子：朱謀䵺，早卒未封[6]
      - 第二子：朱謀䟶，待封[6]

    - 第二子：奉國將軍朱多熥[9]
      - 第一子：鎮國中尉朱謀臺[6]
      - 第二子：鎮國中尉朱謀全[6]
      - 第三子：朱謀螳，待封[6]

    - 第三子：朱多愀，待封[6]
    - 第四子：朱多𨺦，待封[6]

  - 第二子：輔國將軍朱拱朸[9]
    - 第一子：奉國將軍朱多焞[6]
    - 第二子：朱多熇，待封[6]
- 第五子：輔國將軍朱宸滻，成化十九年（1483年）十二月賜名[24]。正德十四年（1519年）六月听命于朱宸濠[16]，乱平后于正德十五年（1520年）十二月被解送京城赐自尽[18]，并焚弃尸体[19]
  - 第一子：輔國將軍朱拱桱[9]
    - 第一子：朱多燫，早卒未封[6]
    - 第二子：庶人朱多⿰火寅[9]
    - 第三子：朱多㸃，早卒未封[6]
    - 第四子：朱多燸，待封[6]
      - 第一子：鎮國中尉朱謀⿱六隻[6]

    - 第五子：朱多𡨶，早卒未封[6]

  - 第二子：輔國將軍朱拱榿[9]
    - 第一子：朱多熰，早卒未封[6]
    - 第二子：朱多𤊟[9]，請授冠帶職銜[6]
      - 第一子：鎮國中尉朱謀𪉖[6]
        - 第一子：朱統䤥，待封[6]

    - 第三子：朱多熿，請授冠帶職銜[6]
      - 第一子：庶人朱謀牋[6]
      - 第二子：鎮國中尉朱謀坮[6]
      - 第三子：鎮國中尉朱謀𡌴[6]
      - 第四子：鎮國中尉朱謀𦁊[6]

    - 第四子：朱多⿰灻阝，待封[6]
      - 第一子：鎮國中尉朱謀雇[6]

    - 第五子：朱多褮，待封[6]
- 子：鎮國將軍朱宸浫[6]，弘治十三年（1500年）六月賜誥命冠服[25]
  - 第一子：輔國將軍朱拱橺[9]
    - 第一子：奉國將軍朱多煥[9]
      - 第一子：鎮國中尉朱謀璂[6]
        - 第一子：朱統鋐，早卒未封[6]
        - 第二子：輔國中尉朱統鏋[6]

      - 第二子：鎮國中尉朱謀⿰土翰[6]
        - 第一子：朱統鐩，待封[6]

      - 第三子：鎮國中尉朱謀⿰目圣[6]
        - 第一子：朱統鋃，待封[6]

    - 第二子：奉國將軍朱多熼[9]
      - 第一子：鎮國中尉朱謀墄[6]
      - 第二子：鎮國中尉朱謀墆[6]

    - 第三子：奉國將軍朱多[6]
    - 第四子：奉國將軍朱多⿰火賓[6]
      - 第一子：鎮國中尉朱謀⿱𨸓土[6]
      - 第二子：鎮國中尉朱謀𰷾[6]

    - 第五子：奉國將軍朱多𤍤[6]
      - 第一子：鎮國中尉朱謀暹[6]

  - 第二子：輔國將軍朱拱概[9]
    - 第一子：奉國將軍朱多𤎲[9]
      - 第一子：鎮國中尉朱謀均[6]
      - 第二子：鎮國中尉朱謀垣[6]
      - 第三子：鎮國中尉朱謀㙔[6]
        - 第一子：輔國中尉朱統鍡[6]
        - 第二子：輔國中尉朱統錋[6]
        - 第三子：輔國中尉朱統鍠[6]
        - 第四子：輔國中尉朱統鐏[6]

      - 第四子：鎮國中尉朱謀⿰土奠[6]

    - 第二子：奉國將軍朱多炲[9]
      - 第一子：鎮國中尉朱謀垹[6]
        - 第一子：朱統釗，待封[6]
        - 第二子：朱統鈍，待封[6]

      - 第二子：鎮國中尉朱謀域[6]
        - 第一子：輔國中尉朱統鏞[6]
        - 第二子：輔國中尉朱統鈇[6]

      - 第三子：鎮國中尉朱謀埌[6]
      - 第四子：鎮國中尉朱謀𪣯[6]
        - 第一子：輔國中尉朱統鈁[6]

      - 第五子：鎮國中尉朱謀逵[6]
      - 第六子：鎮國中尉朱謀報[6]

    - 第三子：奉國將軍朱多燖[9]
      - 第一子：鎮國中尉朱謀疆[6]
        - 第一子：輔國中尉朱統鑭[6]
        - 第二子：輔國中尉朱統鎜[6]
        - 第三子：輔國中尉朱統鍵[6]
        - 第四子：朱統釭，待封[6]

      - 第二子：鎮國中尉朱謀垕[6]
        - 第一子：輔國中尉朱統鏌[6]

      - 第三子：鎮國中尉朱謀垃[6]
        - 第一子：朱統鍋，待封[6]
        - 第二子：朱統鈛，待封[6]

    - 第四子：奉國將軍朱多㷗[9]
      - 第一子：鎮國中尉朱謀堈[6]
        - 第一子：輔國中尉朱統⿰金夙[6]，萬曆三十六年（1608年）以協助瑞昌王府輔國中尉朱謀𧼨僞雕印信，奪祿米三年[26]
        - 第二子：朱統鋖，待封[6]

      - 第二子：鎮國中尉朱謀垍[6]
        - 第一子：朱統鐔，待封[6]

      - 第三子：鎮國中尉朱謀圻[6]
        - 第一子：朱統鏔，待封[6]

      - 第四子：鎮國中尉朱謀莊[6]
      - 第五子：朱謀壂，待封[6]
      - 第六子：朱謀𫁒，待封[6]

    - 第五子：奉國將軍朱多烮[9]
    - 第六子：奉國將軍朱多煐[9]
      - 第一子：鎮國中尉朱謀墡[6]
        - 第一子：朱統鉅，待封[6]

      - 第二子：鎮國中尉朱謀墷[6]
        - 第一子：朱統鏍，待封[6]

    - 第七子：奉國將軍朱多燢[6]

  - 第三子：輔國將軍朱拱檰[9]
    - 第一子：奉國將軍朱多𭶀[6]
      - 第一子：鎮國中尉朱謀埰[6]
      - 第二子：鎮國中尉朱謀隚[6]

    - 第二子：奉國將軍朱多⿰火寳[6]
      - 第一子：鎮國中尉朱謀望[6]

  - 第四子：輔國將軍朱拱榬[9]
    - 第一子：奉國將軍朱多燂[9]
      - 第一子：鎮國中尉朱謀墾[6]
      - 第二子：朱謀垪，早卒未封[6]

    - 第二子：奉國將軍朱多烄[6]
    - 第三子：奉國將軍朱多𤑐[9]
      - 第一子：鎮國中尉朱謀㑽[6]
      - 第二子：鎮國中尉朱謀垬[6]
        - 第一子：朱統𨮹，待封[6]

      - 第三子：鎮國中尉朱謀垓[6]
      - 第四子：鎮國中尉朱謀⿱屔土[6]
      - 第五子：鎮國中尉朱謀𨜤[6]

  - 第五子：輔國將軍朱拱𣖋[9]
    - 第一子：奉國將軍朱多煾[9]
    - 第二子：奉國將軍朱多㸁[6]
    - 第三子：奉國將軍朱多𤊒[6]
    - 第四子：奉國將軍朱多爃[6]
      - 第一子：朱謀堅，待封[6]
      - 第二子：朱謀㿑，待封[6]

  - 第六子：輔國將軍朱拱柑[9]
    - 第一子：奉國將軍朱多𪸤[9]
      - 第一子：鎮國中尉朱謀埥[6]
      - 第二子：鎮國中尉朱謀培[6]
      - 第三子：鎮國中尉朱謀䞬[6]

    - 第二子：奉國將軍朱多熎[6]
      - 第一子：鎮國中尉朱謀㙾[6]
      - 第二子：鎮國中尉朱謀⿰土道[6]
      - 第三子：朱謀在，待封[6]
      - 第四子：朱謀𡒋，待封[6]

    - 第三子：奉國將軍朱多㷷[6]
    - 第四子：奉國將軍朱多鯡[6]

  - 第七子：輔國將軍朱拱𬃸[9]
    - 第一子：奉國將軍朱多𤏸[6]
    - 第二子：奉國將軍朱多爖[6]
    - 第三子：奉國將軍朱多燔[6]

  - 第八子：輔國將軍朱拱⿰木靜[9]
    - 第一子：奉國將軍朱多𬉹[6]
      - 第一子：鎮國中尉朱謀㐖[6]
      - 第二子：鎮國中尉朱謀䟂[6]

  - 第九子：輔國將軍朱拱𣝦[9]
    - 第一子：奉國將軍朱多杰[6]
      - 第一子：朱謀𩀾，待封[6]

    - 第二子：奉國將軍朱多烴[6]
    - 第三子：奉國將軍朱多爤[6]

  - 第十子：輔國將軍朱拱㯝[9]
    - 第一子：奉國將軍朱多𤇰[6]
      - 第一子：朱謀轅，待封[6]

    - 第二子：奉國將軍朱多𡫅[6]
      - 第一子：朱謀𠟍，待封[6]

    - 第三子：奉國將軍朱多鰔[6]

  - 第十一子：輔國將軍朱拱栢[9]
    - 第一子：奉國將軍朱多⿰火[6]
      - 第一子：朱謀夌，待封[6]

    - 第二子：奉國將軍朱多𤎟[6]
      - 第一子：鎮國中尉朱謀坩[6]
      - 第二子：朱謀𨖫，待封[6]

    - 第三子：奉國將軍朱多覮[6]
    - 第四子：奉國將軍朱多熲[6]
    - 第五子：奉國將軍朱多鮚[6]
    - 第六子：奉國將軍朱多𩷼[6]
    - 第七子：奉國將軍朱多⿰魚升[6]